# Благороден равнец
Благородният равнец (Achillea nobilis) е вид растение от семейство Сложноцветни (Asteraceae).
Таксонът е описан за пръв път от Карл Линей през 1753 година.

## Подвидове
- Achillea nobilis subsp. densissima
- Achillea nobilis subsp. neilreichii
- Achillea nobilis subsp. nobilis